# Gebhard J. Selz
Gebhard J. Selz (* 18. Mai 1950 in Freiburg im Breisgau) ist ein deutscher Altorientalist.
1998 nahm Gebhard J. Selz, der zu dieser Zeit an der Freien Universität Berlin beschäftigt war, einen Ruf als Professor an die Universität Wien an, wo er bis zu seiner Emeritierung 2019 als Ordinarius für Altsemitische Philologie und Orientalische Archäologie am Institut für Orientalistik der Universität wirkte.
Selz hat sich mit Theorien zur Entwicklung der Schrift, dargelegt an der Keilschrift, hervorgetan. Er hat nicht nur ein reiches Schaffen vorzuweisen, sondern auch intensiven Einsatz für die Vermittlung altorientalischen Wissens an ein breiteres Publikum gezeigt. Ein besonderes Engagement zeigte er bei Aufrufen zum Erhalt der Kulturgüter im Irak nach dem dritten Golfkrieg der USA, unter anderem durch das Symposium „Plündern, Vernichten, Vergessen: Kulturgüterschutz im Kriege und das kulturelle Welterbe im Irak“.

## Schriften
- Altsumerische Verwaltungstexte aus Lagas (Herausgeber), Steiner, Stuttgart (Freiburger altorientalische Studien, Bd. 15)
- Genien und Krieger aus Nimrud : neuassyr. Reliefs Assurna.sirpals II. u. Tiglat-Pilesars III. (mit Julia M. Asher-Greve), Zürich 1980
- Untersuchungen zur Götterwelt des altsumerischen Stadtstaates von Lagas, Samuel Noah Kramer Fund, Philadelphia 1995 ISBN 0924171006
- Beiträge in: Wilfried Seipel (Hrsg.): 7000 Jahre persische Kunst. Meisterwerke aus dem Iranischen Nationalmuseum in Teheran: Eine Ausstellung des Kunsthistorischen Museums Wien und des Iranischen Nationalmuseums in Teheran. Kunsthistorisches Museum, Wien 2001.
- Sumerer und Akkader. Geschichte, Gesellschaft, Kultur, C.H. Beck, München 2005 (C.H.Beck Wissen) ISBN 340650874X